# Elecciones municipales de Utcubamba de 1985
Las elecciones municipales de Utcubamba de 1985 se llevaron a cabo el 24 de noviembre de 1985 para elegir al alcalde y al Concejo Provincial de Utcubamba para el periodo 1986-1986. La elección se celebró simultáneamente con elecciones municipales complementarias en todo el país.
Este proceso marcó la elección de las primeras autoridades de la provincia de Utcubamba, creada tras su separación de la provincia de Bagua, según lo establecido por la Ley N° 23843. Además, se eligió al primer alcalde distrital del recién creado distrito de El Milagro.
Como resultado de las elecciones, Nixon Heredia, representante del Partido Aprista Peruano, fue elegido como el primer alcalde de Utcubamba, sucediendo a Julio Abad, el último alcalde distrital de Bagua Grande antes de su conversión en la capital provincial. En El Milagro, Domiciano Santisteban, también del aprismo, fue elegido como el primer alcalde distrital.

## Sistema electoral
La Municipalidad Provincial de Utcubamba es el órgano administrativo y de gobierno de la provincia de Utcubamba. Está compuesta por el alcalde y el Concejo Provincial.
La votación del alcalde y el concejo se realiza en base al sufragio universal, que comprende a todos los ciudadanos nacionales mayores de dieciocho años, empadronados y residentes en la provincia de Utcubamba y en pleno goce de sus derechos políticos, así como a los ciudadanos no nacionales residentes y empadronados en la provincia de Utcubamba.
El Concejo Provincial de Utcubamba está compuesto por 19 regidores elegidos por sufragio directo para un período de tres (3) años, en forma conjunta con la elección del alcalde (quien lo preside). La votación es por lista cerrada y bloqueada. La votación es por lista cerrada y bloqueada. Se asigna a la lista ganadora los escaños según el método d'Hondt o la mitad más uno, lo que más le favorezca. Es elegido como alcalde el candidato que ocupe el primer lugar de la lista que haya obtenido la más alta votación.

## Partidos y candidatos
A continuación se muestra una lista de los principales partidos y alianzas electorales que participaron en las elecciones:
| Candidatura | Candidatura | Partidos y alianzas | Candidatos | Candidatos                 | Ideología                                               | Ref. |
| ----------- | ----------- | --- | ---------- | -------------------------- | ------------------------------------------------------- | ---- |
|             | APRA        | Lista - Partido Aprista Peruano (APRA) |            | Nixon Heredia Carreazo     | Aprismo                                                 |      |
|             | IU          | Lista - Izquierda Unida (IU) – Unión de Izquierda Revolucionaria (UNIR) – Partido Unificado Mariateguista (PUM) – Partido Socialista Revolucionario (PSR) – Partido Comunista Revolucionario (PCR) – Partido Comunista Peruano (PCP) – Frente Obrero Campesino Estudiantil y Popular (FOCEP) |            | Sin información disponible | Marxismo-leninismo Mariateguismo Socialismo democrático |      |

## Resultados

### Sumario general
|                        |                                |              |              |              |           |           |
| Partidos y coaliciones | Partidos y coaliciones         | Voto popular | Voto popular | Voto popular | Regidores | Regidores |
| Partidos y coaliciones | Partidos y coaliciones         | Votos        | %            | ±pp          | Total     | +/−       |
|                        | Partido Aprista Peruano (APRA) | 3,303        | 67.22        | n/a          | 13        | n/a       |
|                        | Izquierda Unida (IU)           | 1,611        | 32.78        | n/a          | 6         | n/a       |
|                        |                                |              |              |              |           |           |
| Total                  | Total                          | 4,914        |              |              | 19        | n/a       |
|                        |                                |              |              |              |           |           |
| Votos válidos          | Votos válidos                  | 4,914        | 86.97        | n/a          |           |           |
| Votos en blanco        | Votos en blanco                | 220          | 3.89         | n/a          |           |           |
| Votos nulos            | Votos nulos                    | 516          | 9.13         | n/a          |           |           |
| Votos emitidos         | Votos emitidos                 | 5,650        | 24.65        | n/a          |           |           |
| Abstenciones           | Abstenciones                   | 17,270       | 75.35        | n/a          |           |           |
| Votantes registrados   | Votantes registrados           | 22,920       |              |              |           |           |
|                        |                                |              |              |              |           |           |
| Fuente:                |                                |              |              |              |           |           |

### Concejo Provincial de Utcubamba
| Cargo                           | Autoridad electa           | Partido político | Partido político        |
| ------------------------------- | -------------------------- | ---------------- | ----------------------- |
| Alcalde Provincial de Utcubamba | Nixon Heredia Carreazo     |                  | Partido Aprista Peruano |
| Regidor Provincial de Utcubamba | Romel Peláez Sevallos      |                  | Partido Aprista Peruano |
| Regidor Provincial de Utcubamba | Alberto Velayarce Peláez   |                  | Partido Aprista Peruano |
| Regidor Provincial de Utcubamba | Reynaldo Paisig Vásquez    |                  | Partido Aprista Peruano |
| Regidor Provincial de Utcubamba | Jaime Guanilo Díaz         |                  | Partido Aprista Peruano |
| Regidor Provincial de Utcubamba | Benicio Villegas Chero     |                  | Partido Aprista Peruano |
| Regidor Provincial de Utcubamba | Horacio Reyna Montoya      |                  | Partido Aprista Peruano |
| Regidor Provincial de Utcubamba | Herber Alcántara Morales   |                  | Partido Aprista Peruano |
| Regidor Provincial de Utcubamba | Arnaldo Castro Benavides   |                  | Partido Aprista Peruano |
| Regidor Provincial de Utcubamba | José Colunche Idrogo       |                  | Partido Aprista Peruano |
| Regidor Provincial de Utcubamba | Carmen Becerra Lara        |                  | Partido Aprista Peruano |
| Regidor Provincial de Utcubamba | Alberto Rojas Sánchez      |                  | Partido Aprista Peruano |
| Regidor Provincial de Utcubamba | Sin información disponible |                  | Izquierda Unida         |
| Regidor Provincial de Utcubamba | Sin información disponible |                  | Izquierda Unida         |
| Regidor Provincial de Utcubamba | Sin información disponible |                  | Izquierda Unida         |
| Regidor Provincial de Utcubamba | Sin información disponible |                  | Izquierda Unida         |
| Regidor Provincial de Utcubamba | Sin información disponible |                  | Izquierda Unida         |
| Regidor Provincial de Utcubamba | Sin información disponible |                  | Izquierda Unida         |

## Elecciones municipales distritales

### Resultados por distrito
Las siguientes tablas enumeran el control de los distritos de la provincia de Utcubamba.
| Distrito   | Alcalde(sa) titular                                      | Partido político                                         | Partido político                                         | Alcalde(sa) electo(a)         | Partido político | Partido político        |
| ---------- | -------------------------------------------------------- | -------------------------------------------------------- | -------------------------------------------------------- | ----------------------------- | ---------------- | ----------------------- |
| El Milagro | Creación del distrito (Ley N° 23843, 30 de mayo de 1984) | Creación del distrito (Ley N° 23843, 30 de mayo de 1984) | Creación del distrito (Ley N° 23843, 30 de mayo de 1984) | Domiciano Santisteban Benites |                  | Partido Aprista Peruano |